# Cerkiew Zesłania Ducha Świętego w Petersburgu
Cerkiew Zesłania Świętego Ducha w Petersburgu – prawosławna cerkiew w Petersburgu, wzniesiona w latach 1838-1844, zamknięta w 1930 i zburzona w 1932.
Budynek został zbudowany w latach 1838-1844 w stylu późnego empire, na miejscu starszej o sto lat cerkwi Trójcy Świętej. Na fasadzie obiektu znajdował się czterokolumnowy portyk z czterema kolumnami. W sąsiedztwie budynku znajdowała się czterokondygnacyjna dzwonnica. Cerkiew posiadała jedną kopułę usytuowaną na szerokim bębnie. We wnętrzu znajdował się ikonostas przeniesiony ze starszej cerkwi. Szczególnym przedmiotem kultu wiernych była znajdująca się w niej ikona św. Józefa, według tradycji dar Piotra I, którego popiersie wystawiono w 1911 przed budynkiem.
Cerkiew została odebrana Rosyjskiemu Kościołowi Prawosławnemu w 1930, zaś dwa lata później zburzona.